# Жаборы
Жаборы — деревня в центральной части Порховского района Псковской области. Входит в состав сельского поселения «Туготинская волость».
Расположена на берегу реки Уза, в 23 км к западу от города Порхов и в 4 км к юго-западу от деревни Туготино.
Численность населения составляет 33 жителя (2000 год).